# Daimyo

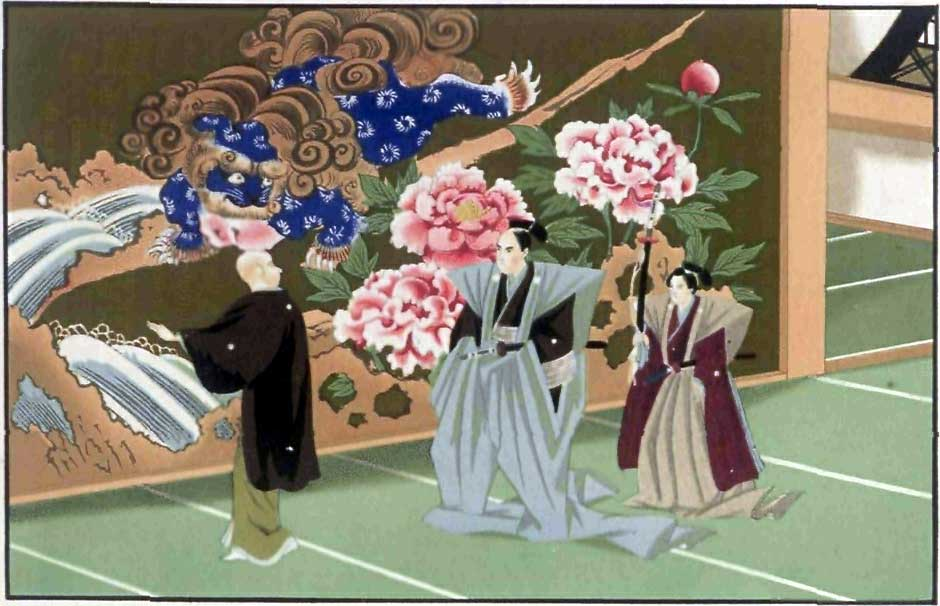
Een Daimyo komt op staatsbezoek, illustratie uit ca. 1860

Een daimyō (Japans: 大名) is een Japanse krijgsheer behorend tot de samoeraiklasse.  Letterlijk betekent daimyō grote naam. Sommige van deze heersers uit de feodale periode van Japan (12e eeuw tot 19e eeuw), hadden een enorme macht.

## Sengoku jidai
De Sengoku-periode (戦国時代, oftewel 'het tijdperk van het land in oorlog') was begonnen met de Ōnin-oorlog in 1467 en duurde tot de overwinning van de Tokugawa op de Toyotomi in 1615. De aristocratie (of kuge) was in de 12e eeuw haar macht kwijtgeraakt aan de eerste Minamoto shōgun en de opkomende Buke (of Bushi). Deze krijgerfamilies hadden niet de adellijke titels en rang maar wel de feitelijke macht in de provincies. De machtigste onder hen waren de shugo-daimyō. Deze gouverneurs en grootgrondbezitters waren de absolute machthebbers in hun provincies en hadden grote legers tot hun beschikking.

## Sekigahara
Een belangrijk jaar in de geschiedenis van Japan was 1600. De machtigste clans van Japan en hun bondgenoten hadden zich verenigd in twee legers; het oostelijke leger bestond uit daimyō loyaal aan de Tokugawa clan en het westelijk leger was loyaal aan Toyotomi Hideyori, de erfgenaam van de Taikō. In 1600 werd het conflict uitgevochten bij Sekigahara. Het oostelijk leger won en na de Slag bij Sekigahara was de Tokugawa clan oppermachtig geworden. De eerste Tokugawa Shogun, Ieyasu, werd geïnstalleerd door de Keizer van Japan in 1603. Aan het begin van deze nieuwe periode in de Japanse geschiedenis (die de Edoperiode wordt genoemd naar de nieuwe hoofdstad Edo; het huidige Tokio) zouden de Tokugawa de machtigste clan zijn. 265 jaar lang zou de Shōgun een Tokugawa zijn.

## Edoperiode
De Daimyō in de Edoperiode vielen grotendeels uiteen in drie groepen:
- De Shinpan waren familie van de Tokugawa.
- De Fudai waren daimyō die voor de Slag bij Sekigahara al vazallen waren van de Tokugawa.
- De Tōzama daimyō waren de verliezers van de Slag bij Sekigahara en werden door de Tokugawa regering, de Bakufu, sterk gewantrouwd.

Voorbeelden van Tōzama daimyō waren de Mōri-clan van de provincie Chōshu en de Shimazu-clan van de provincie Satsuma.

## Beroemde Daimyō
- Amako Tsunehisa - Eerste daimyō van de Amako (ook wel Amago genoemd); daimyō van Izumo
- Arima Harunobu - Daimyō van Shimabara
- Chosokabe Motochika - Daimyō van Tosa
- Date Masamune - Daimyō van Echizen en Mutsu
- Hōjō Soun - Eerste daimyō van de Hōjō
- Hōjō Ujitsuna - Tweede daimyō van de Hōjō
- Hōjō Ujiyasu - Derde daimyō van de Hōjō
- Ikeda Terumasa - Eerste daimyō van de Ikeda clan en vazal van de Tokugawa
- Imagawa Yoshimoto - Daimyō van Suruga en Tōtōmi
- Kikkawa Motoharu - Daimyō van Aki; zoon (en vazal) van Mōri Motonari; een van de Twee Rivieren
- Kobayakawa Takakage - Daimuō van de Kobayakawa; zoon (en vazal) van Mōri Motonari; een van de Twee Rivieren
- Mōri Motonari - Daimyō van Aki en de Mōri-clan
- Mōri Terumoto - Daimyō van de Mōri-clan; kleinzoon van Mōri Motonari
- Sanada Masayuki - Daimyō van Ueda
- Satake Yoshishige - Daimyō van Hitachi
- Shimazu Yoshihisa - Daimyō van Satsuma en de Shimazu-clan
- Takeda Katsuyori - Daimyō van Kai en de Takeda-clan; zoon van Takeda Shingen
- Takeda Shingen - Daimyō van Kai en de Takeda-clan
- Tokugawa Ieyasu - Eerste Tokugawa shōgun en daimyō van de Matsudaira (en later) de Tokugawa clan; laatste van de Drie Verenigers
- Toyotomi Hideyoshi - Taikō (voormalig regent) en de tweede van de Drie Verenigers
- Oda Nobunaga - Daimyō van Owari en de eerste van de Drie Verenigers
- Ōmura Sumitada - Daimyō van Hizen; eerste christelijke daimyō
- Ōtomo Sōrin - Daimyō van Bungo
- Uesugi Kagekatsu - Daimyō van Echigo, Aizu en Yonezawa; (adoptief)zoon van Uesugi Kenshin
- Uesugi Kenshin - Daimyō van Echigo
- Ukita Naoie - Daimyō van Bizen
- Ukita Hiroie - Daimyō van Bizen en Mimasaka; lid van de Raad van Vijf Regenten